# Saar Koningsberger
 (janvier 2019).
Pour les articles homonymes, voir Koningsberger.
Saar Koningsberger, née le 6 mai 1987 à Utrecht, est une actrice et présentatrice néerlandaise.

## Filmographie

### Cinéma et téléfilms
- 2000-2003 : Westenwind (nl) : Hansje Bots
- 2003 : De schippers van de Kameleon (nl) : Esther Bleeker
- 2005 : Hotnews.nl (nl) : Lara
- 2006 : Intensive Care (nl) : Pino Velzen
- 2006 : Grijpstra & de Gier (nl) : Vera Keunen
- 2011 : Seinpost Den Haag (nl) : Antje van Velzen
- 2014 : Het kasteel van Sinterklaas & de bonte wensballon (nl) : Rommelpiet

## Animation
- 2009 : License to Liberty : Présentatrice
- 2009 : Free Running the Basics : Présentatrice
- 2009 : Wat te doen voor je poen : Présentatrice
- 2009 : Het Dorp van Nederland : Présentatrice
- 2010 : Kijk dit nou : Présentatrice
- 2012 : 44De Panamericana Road Trip44 : Présentatrice
- 2012 : Veronica goes couchsurfing : Présentatrice
- 2013 : Veronica's Nachtwacht : Présentatrice
- 2013 : InsideGamer : Présentatrice
- 2014 : Veronica's Music : Présentatrice